# Італо Бароко
«Італо Бароко» (італ. Italo) — італійський фільм 2014 року.

## Сюжет
Десятирічний Мено з  містечка Шиклі на узбережжі Сицилії важко переживає смерть матері. Його шкільна вчителька Лаура намагається йому допомогти, але не знає як. Батько Мено — мер міста Антоніо Бланко також страждає через втрату дружини і шукає розраду в роботі. Ексцентрична активістка Луїза Нігро, яка мріє відібрати в Антоніо посаду мера, у пошуках популярності проводить закон проти бездомних собак, а тим часом Мено зустрічає симпатичного безпородного песика на ім'я Італо і той стає його другом. Разом вони зможуть повністю змінити уявлення оточуючих про дружбу і любов.

## У ролях
| Актор             | Роль                  |
| ----------------- | --------------------- |
| Вінченцо Лауретта | Мено (Кармело) Бланко |
| Марко Боччі       | Антоніо Бланко        |
| Елена Радонічіч   | Лаура                 |
| Барбара Табіта    | Луїза Нігро           |
| Мартіна Анточі    | К'яра                 |
| Маттео Корреші    | Паоло                 |
| Лусія Сардо       | Кончетта              |
| Андреа Тідона     | Маріо                 |
| Туччо Мусумечі    | Наталіно              |

## Історія створення
В основу сценарію покладено реальні події, що сталися в 2009 році в тім самім місті Шиклі, де відбувається дія фільму. Реальний пес Італо Бароко загинув у 2011 році. У фільмі його роль виконав пес на ім'я Томак.

## Покази в Україні
Фільм демонструвався в рамках тижня «Нового італійського кіно», що пройшов у червні 2016 у чотирьох містах України — Києві, Львові, Одесі, Харкові.